# Family Support Act

Le Family Support Act de 1988 (« Loi de soutien à la famille ») est une loi américaine qui a réformé les modalités d'attribution des allocations sociales, en particulier en ce qui concerne le programme AFDC (Aid to Families with Dependent Children). La loi amende en particulier le quatrième chapitre du Social Security Act.
Cette loi marque l'émergence, aux États-Unis, de programmes conditionnels d'assistance (ou encore de transferts conditionnels en espèce), visant à ne distribuer des aides sociales que si certaines conditions de comportement sont remplies par les récipiendaires de l'aide en question.

## Principes de la loi
Entre autres choses, la loi forçait les mères adolescentes bénéficiaires du programme AFDC à être inscrites au lycée (high school) et, dans certains cas, à vivre avec leurs parents ou autre tuteur (chapitre IV),.
La loi prévoyait aussi une aide financière de l'État fédéral à chaque État afin que ce dernier incite au maximum les pères à faire des reconnaissances de paternité, éventuellement par le biais de test génétique. Elle réforme partiellement le lien préalablement établi par la loi entre le versement des pensions alimentaires (par le parent absent) et la réception des AFDS (avant 1984, l'établissement d'une pension alimentaire annulait les bénéfices de l'AFDS).
La loi met aussi en avant une exigence de formation pour les récipiendaires de l'AFDC, et prévoit le versement, par l'État fédéral, de subventions pour inciter les États à prendre en charge, si besoin est, les enfants des mères, afin qu'elles puissent travailler (chapitre III de la loi).